# Indotyphlops tenebrarum
Espèce
Synonymes
- Typhlops tenebrarum Taylor, 1947

Indotyphlops tenebrarum est une espèce de serpents de la famille des Typhlopidae. 

## Répartition
Cette espèce est endémique du Sri Lanka.

## Description
L'holotype d'Indotyphlops tenebrarum mesure 111 mm dont 2 mm pour la queue et dont le diamètre à la moitié du corps est de 2,5 mm. Cette espèce a le dos brunâtre ou noisette terne.

## Publication originale
- Taylor, 1947 : Comments on Ceylonese snakes of the genus Typhlops with descriptions of new species. University of Kansas science bulletin, vol. 31, no 13, p. 283-298 (texte intégral).